# Ramię Strzelca

Ramiona spiralne Drogi Mlecznej. Ramię Strzelca zaznaczone na jasnoczerwono.

Ramię Strzelca (również Ramię Strzelca-Kila) – jedno z większych ramion spiralnych Drogi Mlecznej.
Ramię Strzelca jest jednym z czterech głównych ramion naszej Galaktyki. Każde z ramion spiralnych jest długim, wijącym się, rozproszonym strumieniem gwiazd, wychodzącym z jądra galaktyki. Owe gigantyczne struktury często składają się z miliardów gwiazd, a Ramię Strzelca należy do największych ramion spiralnych naszej Galaktyki. Ramię Strzelca ma swój początek na końcu centralnej poprzeczki Drogi Mlecznej, a wraz z Ramieniem Węgielnicy jest jednym z dwóch głównych ramion spiralnych Galaktyki.
Gęste, wewnętrzne ramię Strzelca znajduje się pomiędzy Ramieniem Krzyża oraz Ramieniem Perseusza i jego prawdopodobną odnogą – Ramieniem Oriona. Nazwa ramienia odnosi się do konstelacji Strzelca, w którym jest ono obserwowane.
Ramię Strzelca dzieli się na dwie części: część wychodzącą z poprzeczki oraz część zewnętrzną, czasem nazywaną Ramieniem Kila. 

## Wybrane obiekty położone w Ramieniu Strzelca
- Mgławica Laguna (Messier 8)
- Gromada Dzika Kaczka (Messier 11)
- Mgławica Orzeł (Messier 16)
- Mgławica Omega (Messier 17)
- gromada otwarta Messier 18
- Mgławica Trójlistna Koniczyna (Messier 20)
- gromada otwarta Messier 21
- chmura gwiazd Messier 24
- gromada otwarta Messier 26
- gromada kulista Messier 55
- Mgławica Carina (NGC 3372)